# Вторжение в Португалию (1807)
Во время Вторжения в Португалию (19 — 30 ноября 1807 года) имперский французский корпус под командованием Жана Андоша Жюно и испанские войска произвели интервенцию в Португалию, которую возглавлял принц-регент Жуан VI Браганский. Военная операция привела к почти бескровной оккупации Португалии. Франко-испанскому вторжению начали оказывать сопротивление португальцы и британцы. Вторжение ознаменовало начало Пиренейских войн, являющихся частью наполеоновских войн.
После предъявления Наполеоном унизительного ультиматума португальское правительство согласилось с большинством требований французского императора. Тем не менее, Наполеон приказал Жюно начать вторжение в сотрудничестве с тремя дивизиями Королевства Испания. Парализованные страхом и нерешительностью, португальские власти не оказали никакого сопротивления. 30 ноября 1807 года Жюно оккупировал Лиссабон и обнаружил, что Жуан и многие правящие семьи отправились в Бразилию на борту португальских кораблей под защитой Королевского флота Великобритании. Французы быстро заняли всю страну; армия была распущена. В 1808 году португальцы восстали против своих оккупантов. Следующим сражением стала битва при Эворе в июле 1808 года.

## Предыстория
Когда Тильзитские договоры положили конец войне четвёртой коалиции, император Франции Наполеон уже выражал своё раздражение тем, что Португалия продолжает торговлю с Великобританией. Гнев Наполеона вызывало то, что Португалия была старейшим союзником Великобритании в Европе, Британия находила всё новые возможности для торговли с португальской колонией в Бразилии, Королевский флот часто использовал порт Лиссабона в своих операциях против Франции, а также его желание захватить португальский флот. Кроме того, принц Жуан, регент своей безумной матери королевы Марии I, не соблюдал континентальную блокаду, запрещавшую торговлю с Британией. Наконец, захват Португалии хорошо вписывался в будущие планы Наполеона относительно покорения Испании.

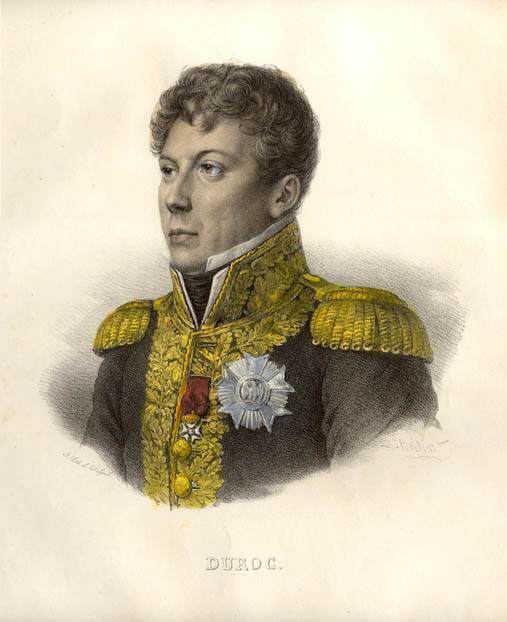
Жерар Дюрок

19 июля 1807 года Наполеон приказал своему португальскому послу потребовать от Португалии закрыть свои порты для британских судов к 1 сентября. 2 августа был официально создан 1-й корпус Наблюдательной армии Жиронды под командованием дивизионного генерала Жана Андоша Жюно. Вскоре после этого французская империя наложила эмбарго на все португальские перевозки в своих портах. 23 сентября император ясно дал понять свои намерения, когда в присутствии португальского посла пригрозил свергнуть династию Браганса.
Между тем 12 августа 1807 года французские и испанские послы представили свои ультиматумы принцу-регенту Португалии. В послании требовалось, чтобы Жуан объявил войну Великобритании, предоставил свой флот в распоряжение Франции и Испании, захватил все британские торговые суда в своих портах и арестовал всех британских подданных. Жуан согласился приостановить дипломатические отношения с Великобританией и закрыть свои порты, но не стал захватывать британские суда и их товары. Наполеон посчитал это недостаточным, и 30 сентября послы Франции и Испании покинули Португалию.
12 октября корпус Жюно начал переправу через реку Бидасоа в Ируне, следуя в Испанию. Вскоре после этого события между Францией и Испанией был подписан секретный договор в Фонтенбло. Документ был составлен представителем Наполеона Жераром Дюроком и представителем Мануэля Годоя. В договоре предлагалось разделить Португалию на три части. Порту и северная часть должны были стать Королевством Северной Лузитании под управлением Карла Луи. Южная часть отошла бы Годою как Княжество Алгарве. Центр страны, сосредоточенный в Лиссабоне, должен был управляться французами. Вполне вероятно, что Наполеон никогда и не собирался выполнять положения договора. Помимо его желания оккупировать Португалию, его реальная цель, возможно, заключалась в том, чтобы ввести большой контингент французских войск в Испанию для облегчения её последующего захвата.

## Силы сторон

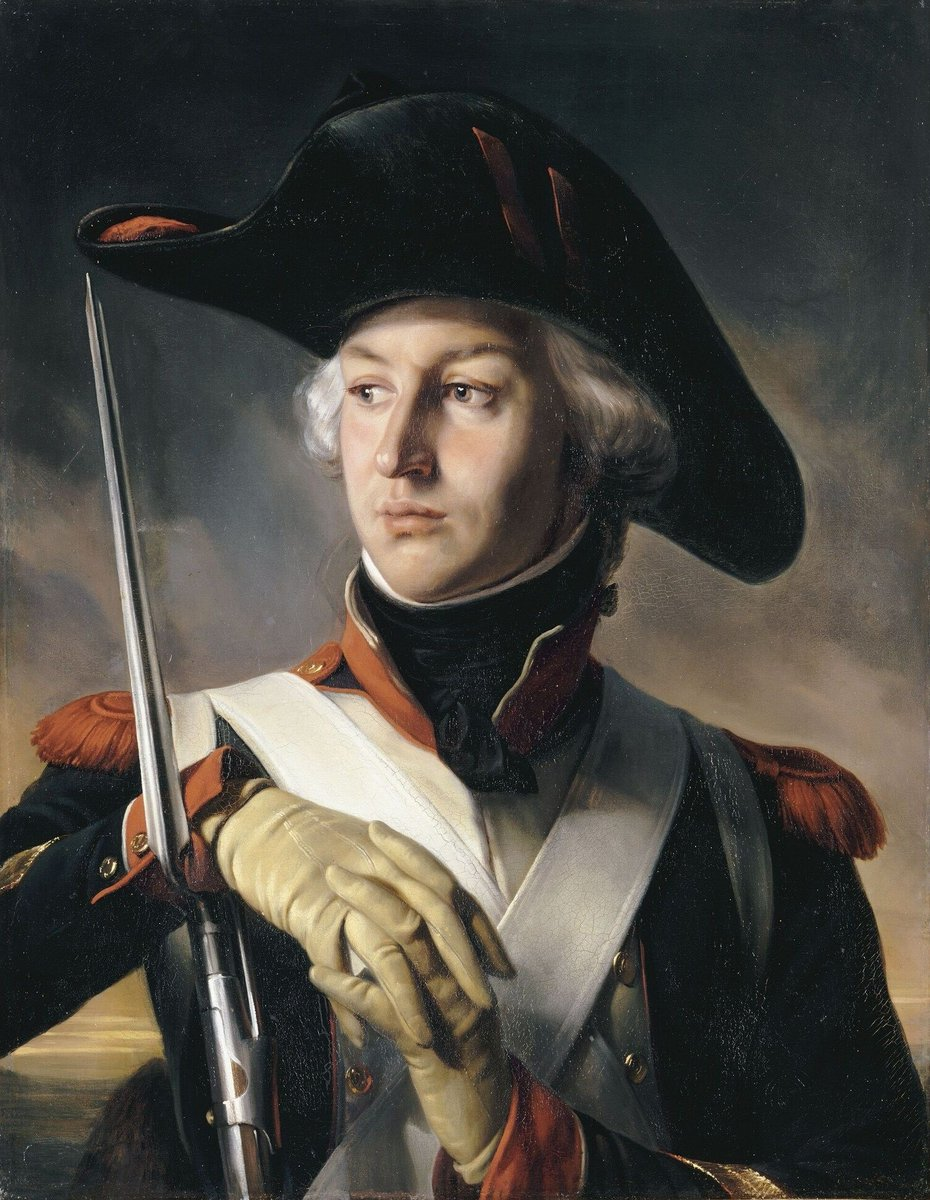
Жан Андош Жюно в молодости в 1792 году

Жюно был выбран Наполеоном, потому что тот служил послом Португалии в 1805 году. Он был известен как отважный боец и деятельный офицер, но обладал весьма посредственными способностями как стратег и генерал. Наполеон пообещал Жюно герцогство и маршальский жезл, если его задание будет выполнено с полным успехом.
Корпус Жюно в 24 918 человек состоял из одной кавалерийской дивизии под командованием дивизионного генерала Франсуа Этьена де Келлермана и трёх пехотных дивизий под командованием дивизионных генералов Анри-Франсуа Делаборда, Луи Анри Луазона и Жан-Пьера Траво. Начальником штаба Жюно был бригадный генерал Поль Тьебо. Дивизия Келлермана в 1754 человек содержала по одному эскадрону из 26-го шассёрского (244), 1-го драгунского (261), 3-го драгунского (236), 4-го драгунского (262), 5-го драгунского (249), 9-го драгунского (257)) и 15-й драгунского (245) полков. Кавалерия была разделена на две бригады под командованием бригадных генералов Пьера Маргарона и Антуана Морена.

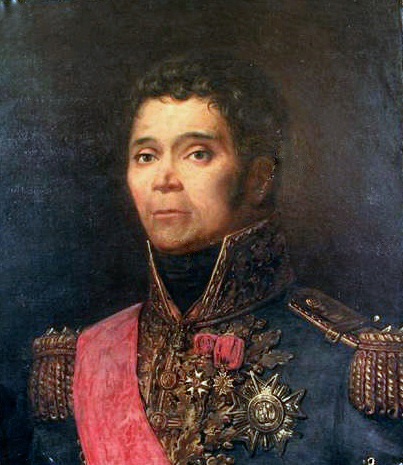
Франсуа де Келлерманн

В 1-ю дивизии Делаборда численностью 7848 человек входили 1-й батальон 4-го швейцарского полка (1190 человек) и шесть французских батальонов. Это были 3-й батальон 15-го линейного пехотного полка (1033), 2-й батальон 47-й линейного (1210), 1-й и 2-й батальоны 70-го линейного (2299), а также 1-й и 2-й батальоны 86-го линейного (2116) пехотных полков. Бригады Делаборда возглавляли бригадные генералы Жан-Жак Авриль и Антуан Франсуа Брёнье-Монморан. 2-я дивизия Луазона, состоящая из 8481 человека, включала в себя 2-й батальон 2-го швейцарского полка (755) и третьи батальоны оставшихся шести французских подразделений: 2-го лёгкого (1255), 4-го лёгкого (1196), 12-го лёгкого (1 302), 15-го лёгкого (1314), 32-го линейного (1265) и 58-го линейного (1394) пехотных полков. Командующими бригадами у Луазона были бригадные генералы Юг Шарло и Жан Гийом Бартельми Томьер.
3-я дивизия Траво в 5538 человек состояла из ганноверского легиона (703) и семи французских батальонов. Это были 1-й батальон из Légion du Midi (797), 3-й и 4-й батальоны 66-го линейного пехотного полка (1004) и третьи батальоны 31-го лёгкого (653), 32-го лёгкого (983), 26-й линейного (537) и 82-го линейного (861) пехотных полков. Две бригады Траво возглавляли бригадные генералы Луи Фюзье и Жан-Франсуа Грейндорж. Артиллеристы, сапёры, кучера и прочий личный состав насчитывал 1297 человек. Из 30 тыс. человек, которые в итоге оказались в армии Жюно, только около 17 тыс. были ветеранами.
Согласно договору в Фонтенбло, силы вторжения Жюно должна была поддерживать испанская армия в 25 500 человек в трёх колоннах. Генералу Таранко с 6,5 тыс. солдат было приказано выйти из Виго, чтобы захватить на севере Порту. Генерал-капитан Солано должен был покинуть Бадахос с 9,5 тыс. солдатами, чтобы захватить Элваш и его крепость. Генералу Караффе и 9,5 тыс. человек было поручено собраться в Саламанке и Сьюдад-Родриго и сотрудничать с основными силами Жюно.
В 1807 году португальская пехота была организована в 27 полков, три из которых были колониальными. Остальные 24 назывались Lippe, Albuquerque, Minas, 1-й Armada, 2-й Armada, Cascaes, Setubal, Peniche, 1-й Elvas, 2nd Elvas, Serpa, 1-й Olivença, 2-й Olivença, Campo Major, Castello de Vide, Lagos, Faro, 1-й Oporto, 2-й Oporto, Viana, Valença, Almeida, Gena Major и Bragança. Также в составе испанских войск было дополнительное подразделение лёгкой пехоты, известное как D’Alorna Legion. 12 полков португальской кавалерии изначально имели кирасирское обмундирование. Полки назывались Caés, Alcantara, Mecklenburg, Elvas, Évora, Moira, Olivença, Almeida, Castello Branco, Miranda, Chaves и Bragança. У D’Alorna Legion также был конный контингент, который был одет в гусарскую форму.
Португальская армия была модернизирована в 1762 году Вильгельмом I, графом Шаумбург-Липпе, но вскоре армейская администрация погрязла в коррупции. Полковники и капитаны получали от правительства деньги и припасы для своих солдат, но искушение извлечь выгоду оказывалось непреодолимым. Низкооплачиваемые офицеры часто получали средства для солдат, которые были в списках, но отсутствовали или вообще не существовали. Взяточничество и растраты привели к появлению подразделений с недостаточной численностью, кавалеристов без лошадей и пустых полковых складов.
Во время короткой Апельсиновой войны в 1801 году слабость португальской армии стала очевидной. После этого конфликта в каждый из 24 линейных пехотных полков был добавлен второй батальон. Количество рот в батальоне было сокращено с семи до пяти, но размер рот был увеличен со 116 до 150 солдат. Каждый из 12 полков линейной кавалерии был увеличен до 470 солдат; от кирас отказались. Количество артиллерийских полков, каждый численностью в 989 человек, было увеличено с трёх до четырёх; также были созданы десять крепостных артиллерийских рот. Португальская армия номинальной численностью в 48 396 человек включала в себя 36 тыс. линейных пехотинцев, 5640 линейных кавалеристов, 3956 артиллеристов, 1300 артиллеристов и 1500 легионеров и инженеров. Но после 1801 года прежняя система злоупотреблений осталась на месте, так что в 1807 году в армии реально было порядка 20 тыс. человек.

## Вторжение

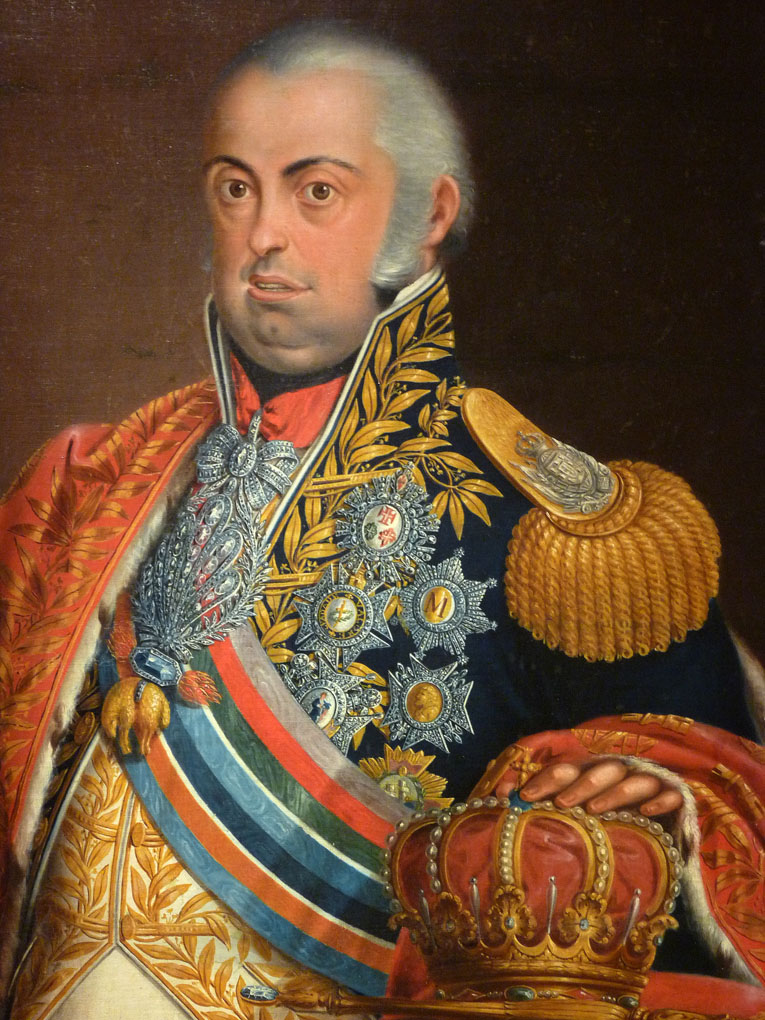
Принц-регент Жуан

12 ноября 1807 года корпус Жюно вошёл в Саламанку на западе Испании, пройдя за 25 дней около 480 км. В тайне от своих испанских союзников французские инженеры делали записи обо всех увиденных ими крепостях и стратегических пунктах. В тот день Жюно получил новые приказы, призывающие его поторопиться. Обычный маршрут вторжения представлял собой коридор длиной 320 км через Алмейду и Коимбру. Вместо этого Жюно было дано указание двигаться из Алькантары на запад по долине реки Тахо в Португалию, что составляло всего около 190 км. Беспокоясь о возможном вмешательстве Британии во французское вторжение в Португалию, а также о сопротивлении португальцев, Наполеон решил ускорить график вторжения.
К несчастью для Жюно и его солдат, новый маршрут проходил через район с небольшим количеством жителей и очень плохими дорогами. Тем не менее, Наполеон заявил: «Я не допущу задержки марша армии ни на один день. Двадцать тысяч человек могут прокормить себя где угодно, даже в пустыне». Переход на юг от Сьюдад-Родриго до Алькантары через перевал Пералес был выполнен за пять дней под холодным дождём. На этой трудной дороге через холмы и овраги половина лошадей армии погибла, четверть солдат отстала, и были брошены все артиллерийские орудия, кроме шести. В Алькантаре Жюно присвоил боеприпасы и продовольствие испанских войск, охраняющих мост через Тахо.

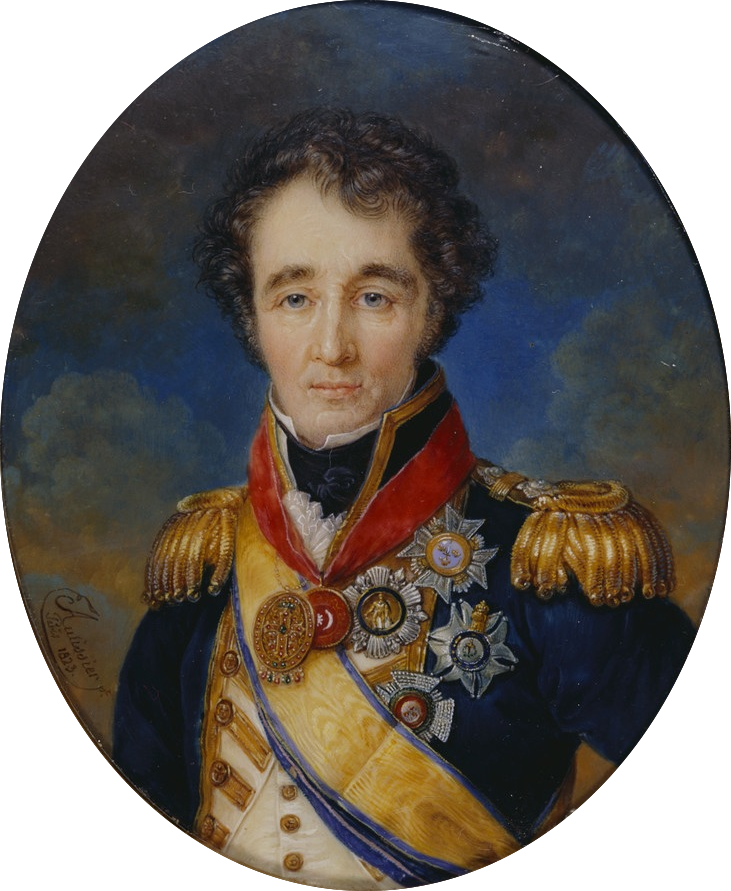
Адмирал Сидни Смит

19 ноября 1807 года Жюно отправился в Лиссабон. Дороги в Португалии были ещё хуже, чем в Испании. Дорога вдоль долины Тахо была простой тропинкой через скалистую пустыню, а Каштелу-Бранку был единственным городом в этом районе. 23 ноября, под непрерывным дождём, авангард добрался в Абрантиш. Арьергард корпуса подошёл только 26 ноября. К этому времени единственными орудиями в колонне были четыре пушки испанской конной артиллерии; половина солдат либо отстали, либо мародёрствовали.

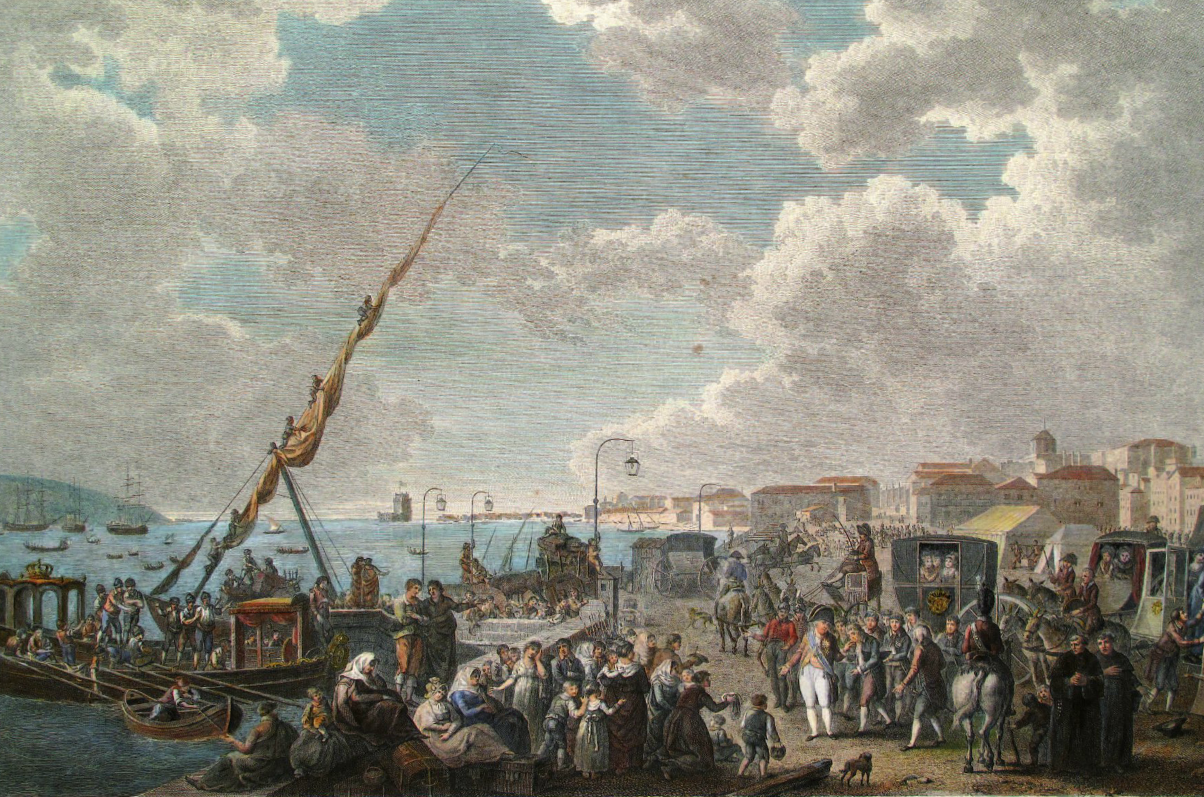
Португальская королевская семья бежит в Бразилию.

Между тем португальские власти были в панике. Сначала принц-регент был убеждён, что Наполеон действительно не хочет его свергать. Когда враждебные намерения императора стали ясны, Жуан объявил 20 октября войну Соединённому Королевству, а 8 ноября захватил в плен несколько оставшихся в стране британских подданных. Тем не менее в Лиссабон начали поступать тревожные сообщения о марше Жюно через Испанию. Несмотря на это, правительство Жуана не смогло мобилизовать регулярную армию Португалии или призвать ополчение для защиты королевства. Вскоре после этого в Лиссабоне появился с британской эскадрой адмирал Сидни Смит и объявил, что порт находится в блокаде. Британцы были обеспокоены присутствием в Лиссабоне русской эскадры под командованием адмирала Дмитрия Сенявина и встревожены тем, что португальский флот в Лиссабоне (14 линейных кораблей, 11 фрегатов и 7 меньших по размеру судов) может попасть в руки Наполеона.
В Абрантише Жюно встречал эмиссар принца-регента. В надежде предотвратить французскую оккупацию дипломат предлагал сдачу на различных унизительных условиях. Понимая, что португальцы уже, по сути, повержены, Жюно сформировал четыре батальона из своих лучших солдат и отправился в Лиссабон, который был в 120 км. Без единой пушки или кавалериста, 30 ноября 1,5 тыс. французских военнослужащих ворвались в Лиссабон; их патроны размокли, а униформа была разорвана в клочья. Они не встретили никакого сопротивления. Потребовалось десять дней, чтобы прибыла вся пехота Жюно, и ещё больше, чтобы подошла артиллерия. Его кавалеристы немедленно пересели на лошадей, отобранных у местных жителей.
Хотя французы заняли Лиссабон без единого выстрела, их главная добыча успела сбежать. Пока армия Жюно приближалась, принц-регент колебался между полным подчинением и бегством в Бразилию. Наконец, 13 октября адмирал Смит показал ему свежий выпуск парижской газеты Le Moniteur universel, в котором было объявлено о свержении династии Браганса. В этот момент Жуан наконец решил бежать. Он погрузил всю свою семью, придворных, государственные бумаги и сокровища на корабли португальского флота. К нему также присоединились дворяне, купцы и многие другие. 29 ноября флот беженцев, имевший в своём составе 15 военных кораблей и более 20 транспортов, отдал якоря и отплыл в Бразилию. Бегство было настолько хаотичным, что в доках осталось 14 повозок с ценностями.

## Оккупация

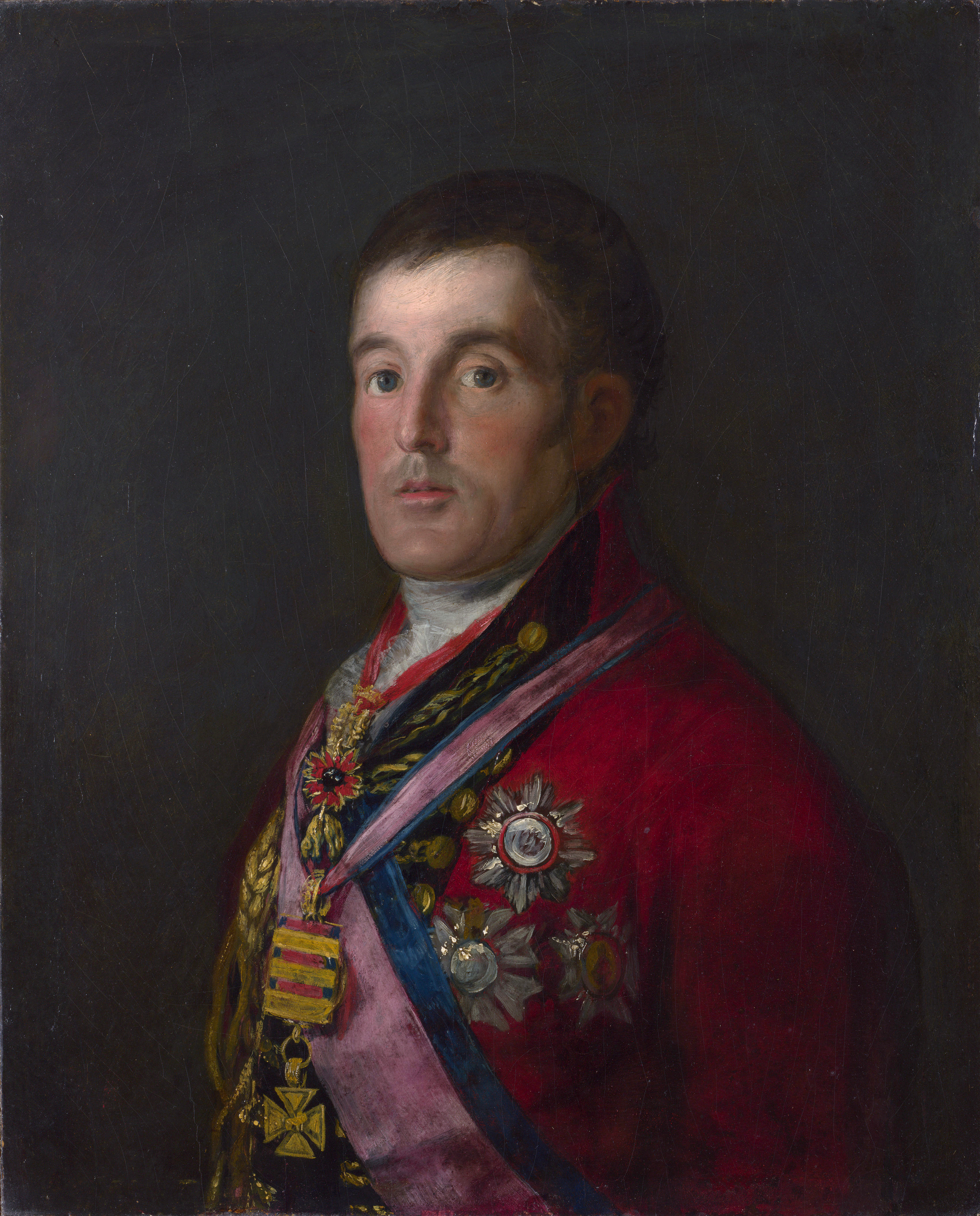
Артур Уэлсли

2 декабря 1807 года испанская колонна Солано запоздало вторглась в Португалию, а 13 декабря Таранко оккупировал Порту. Единственное сопротивление оказал губернатор Валенсы, который отказался открыть свои ворота северной колонне. Он сдался только тогда, когда обнаружил, что Лиссабон пал, а принц-регент сбежал. В то время как гражданские власти Португалии, как правило, подчинялись своим оккупантам, простые люди были в ярости. Когда 13 декабря Жюно поднял французский флаг на общественных зданиях Лиссабона, начался бунт. На улицы были выведены конные войска, чтобы разогнать толпу силой. Одним из своих первых своих законов Жюно расформировал португальскую армию, уволив всех её солдат, служивших менее одного и более шести лет. Остальные были объединены в девять новых подразделений, и большинство было отправлено в северную Германию для несения службы в гарнизонах. Два португальских подразделения использовались французами во время первой осады Сарагосы в штурме 2 августа 1808 года. Это были 265 человек из 5-го пехотного полка и 288 касадоров. В июле 1809 года португальский легион сражался в битве при Ваграме под командованием генерала Каркома Лобо. Легион насчитывал 1471 пехотинца в трёх батальонах и 133 кавалериста в двух эскадронах. В 1812 году португальские войска были реорганизованы в три полка и участвовали во французском вторжении в Россию. Мало кто из них пережил эту кампанию.
Жюно сделал все возможное, чтобы успокоить португальцев, пытаясь держать свои войска под контролем. Однако его усилия были сведены на нет новыми приказами Наполеона. Жюно было приказано захватить имущество 15 тыс. человек, бежавших в Бразилию, и наложить на страну штраф в размере 100 миллионов франков. Как выяснилось, беженцы унесли с собой почти половину наличных денег Португалии, и французы едва смогли собрать достаточно финансов для содержания оккупационной армии. Жёсткие налоги вызвали резкое недовольство населения. К январю 1808 года начались казни сопротивляющихся поборам французов. Ситуация была весьма опасной для французов, но им помогло то, что большинство руководителей страны уехали в Бразилию, не оставив никого, кто мог бы возглавить восстание.
К следующей весне оккупационная армия насчитывала 25 тыс. солдат благодаря подкреплению примерно в 4 тыс. человек, которое прибыло в начале 1808 года. Ситуация изменилась после мадридского восстания в Испании. Вскоре Жюно обнаружил, что все связи с Парижем прерваны испанскими повстанцами. 6 июня 1808 года новость о восстании достигла Порту, где дислоцировался генерал Белеста с испанским войском в 6 тыс. человек (Таранко умер зимой). Захватив дивизионного генерала Франсуа Жана Батиста Кенеля и его эскорт в 30 человек, Белеста со своим войском присоединились к армиям, сражающимся с французами. С 9 по 12 июня на северо-западе Португалии вспыхнуло восстание. Следующим сражением была битва при Эворе 29 июля 1808 года. В начале августа произошла британская интервенция, в ходе которой генерал сэр Артур Уэлсли высадился в бухте Мондего с войском в 9 тыс. солдат.